# Skolekammerater
"Skolekammerater" er en sketch fremført af Kjeld Petersen og Dirch Passer i revyen "ABC for viderekomne" på ABC Teatret i 1956. Teksten er skrevet af Børge Müller.
"Skolekammerater" er et af de fire revynumre, der er taget med i kulturkanonen.

## Handling
Sketchen indledes med, at to mænd møder hinanden tilfældigt på gaden og mener at genkende hinanden. De begynder jovialt at snakke med hinanden i ufuldendte sætninger, der tilsyneladende bekræfter, at de har gået i skole med hinanden for mange år siden. Tidligt i samtalen glæder de sig over gensynet og taler om, at de er "løbet i vejret", lige som de aftaler, at Dirch Passers figur skal komme til middag hos Kjeld Petersens figur.
Efterhånden som de minder hinanden om kammerater og hændelser bliver det tydeligt (i første omgang for tilskuerne), at de vist ikke har gået i skole med hinanden, idet det, den ene tydeligt husker, har den anden ingen erindringer om. De kommer efterhånden frem til, at de har gået på hver sin skole (Nansensgades Skole, henholdsvis Rughavevejs Skole), og da de når til at omtale hinanden med navns nævnelse, er det helt andre navne, end deres figurer har i virkeligheden. Især Petersens figur bliver noget fornærmet over, at Passers figur kalder ham for Frederik: "Jeg hedder THORKILD! Jeg er stolt af det navn.", og han skælder Passer ud for at tage fejl.
Sketchen afsluttes med, at de bliver lidt fornærmede på hinanden for gensidigt at tro, at de kunne kende hinanden. Alligevel spørger Passers figur til allersidst Petersens, om hvornår den middagsinvitation egentlig er, hvilket Petersen blot stønner over.

## Alternative versioner
I filmen Dirch genskaber Lars Ranthe (som Petersen) og Nikolaj Lie Kaas (som Passer) en stor del af sketchen.